# Compsenia brunneofusa
Compsenia brunneofusa är en fjärilsart som beskrevs av George Francis Hampson. Compsenia brunneofusa ingår i släktet Compsenia och familjen nattflyn. Inga underarter finns listade i Catalogue of Life.